# Walter Holmström
Yngve Walter Holmström, född 26 oktober 1912 i Stockholm, död 5 april 2014 i Kumla, var en svensk målare och tecknare.
Holmström studerade vid Skånska målarskolan, samt under kurser i Italien och Frankrike samt emaljteknik vid Gustavsbergs porslinsfabrik.
Bland hans offentliga arbeten märks emaljväggarna i Kumla, Hallsberg och bostadsområdet Skranta i Karlskoga. 
Hans konst består av realistiskt utförda landskap med en behärskad kolorit. 
Holmström är representerad vid Örebro läns museum, Örebro läns landsting, I 3, Karlskoga kommun, Kumla kommun, Hallsbergs kommun och Askersunds kommun. Han är begravd på Kumla kyrkogård.